# Jussi Välimäki
Jussi Välimäki, född 10 september 1974 i Tammerfors, är en finländsk rallyförare.
Välimäki kör periodvis i Rally-VM.